# Condado de Preble
O Condado de Preble é um dos 88 condados do estado americano de Ohio. A sede do condado é Eaton, e sua maior cidade é Eaton. O condado possui uma área de 1 104 km² (dos quais 4 km² estão cobertos por água), uma população de 42 337 habitantes, e uma densidade populacional de 38 hab/km² (segundo o censo nacional de 2000). O condado foi fundado em 1 de março de 1808.